# Cmentarz prawosławny w Gnojnie
Cmentarz prawosławny w Gnojnie – nekropolia wyznania prawosławnego w Gnojnie.
Parafia prawosławna w Gnojnie istniała przed 1592, w I poł. XVII w. przeszła do Kościoła unickiego, w którym pozostawała do likwidacji unickiej diecezji chełmskiej w 1875. Unicki cmentarz w Gnojnie powstał na początku XIX w., po 1875 funkcjonował jako prawosławny. Na nekropolii nie ma podziału wewnętrznego na kwatery, całość otacza wał ziemny. Cmentarz porastają dzikie klony, dęby i lipy. Przetrwało kilka nagrobków z II połowy XIX w. Po przejęciu cerkwi prawosławnej w Gnojnie przez Kościół rzymskokatolicki cmentarz formalnie jest administrowany przez nowo powstałą parafię łacińską.